# Karavankák
Karavankák (németül Karawanken, szlovénül Karavanke) hegyvonulat az Alpokban, azon belül a Déli-Mészkőalpokban, Ausztria és Szlovénia határán. Hossza 120 km, a leghosszabb hegylánc Európában.
Két 8 km hosszúságú alagút könnyíti a közlekedést (ebben az esetben a hegy alatt) – az 1906-ban átadott vasúti, és az 1991-ben megnyitott közúti. Több hágó is vezet a Karavankákon keresztül: a legjelentősebb Loiblpass / Ljubelj (1367 m t.f.) továbbá a Wurzenpass és a Radlpass.

## Geológiája
Geológiailag az északi Alpok (helvétikum) és a déli Alpok (penninikum) közti nyírási zónának felel meg a periadriai lineamens nevű diszlokációs övben. Ez a jelenség a Tethys-óceán bezáródási folyamata, a Pangea feldarabolódása során jött létre. Kőzettanilag és földtörténetileg a magyarországi Pelso-blokk rokona.

## Jelentősebb csúcsai
- Hochstuhl / Veliki Stol 2236 m
- Mittagskogel / Kepa 2145 m
- Koschuta / Košuta 2066 m
- Vertatscha / Vrtača 2180 m
- Hochobir / Veliki Vrh 2139 m